# Dominique François Xavier Félix
 (juillet 2019).
Si vous disposez d'ouvrages ou d'articles de référence ou si vous connaissez des sites web de qualité traitant du thème abordé ici, merci de compléter l'article en donnant les références utiles à sa vérifiabilité et en les liant à la section « Notes et références ».
Dominique François Xavier Félix, né le 29 novembre 1763 à Vézelise en Meurthe-et-Moselle et mort le 7 décembre 1839 à Vailly-sur-Aisne, est un général français de la Révolution et de l’Empire.

## Biographie
Il entre comme canonnier le 12 février 1779, dans le régiment de Besançon-Artillerie, devenu 3e régiment d'artillerie à pied. Il fait les campagnes de 1779 à 1783 sur les côtes de Bretagne et de Normandie, pendant la guerre d'Amérique et obtient le grade de sergent le 15 juin 1785.
Lorsqu'en 1791, les bataillons de volontaires s'organisèrent pour voler à la défense des frontières françaises menacées, ses camarades du 3e bataillon du Nord l'élisent le 4 septembre, premier lieutenant-colonel. Il fait en cette qualité, la campagne de 1792, à l'armée du Nord, il reçoit son brevet d'adjudant-général le 19 août 1792 et prend une part glorieuse à la bataille de Valmy et à celle de Jemmapes, où il commande l'infanterie de l'aile droite. Passé à l'armée de la Moselle, il devient colonel du 22e régiment d'infanterie. Il est promu général de brigade le 8 mars 1793. Suspendu le 1er juin de la même année et réintégré le 13 prairial an III, on l'emploie dans la 1re division militaire, et il obtient sa retraite le 19 thermidor an III.
Relevé de sa position de retraite et admis au traitement de réforme le 3 thermidor an V, il se voit plus tard appelé au service actif comme administrateur militaire. Inspecteur aux revues le 9 ventôse an VIII, il sert en cette qualité à l'armée d'Italie, pendant les ans VIII et IX.
Passé à cette époque dans la 2e division militaire (Mézières), et créé membre de la Légion d'honneur le 4 germinal an XII, il va reprendre les mêmes fonctions à l'armée d'Italie pendant les campagnes des ans XIII, XIV et 1806, et est nommé officier de la Légion d'honneur et maître des requêtes au Conseil d'État le 22 décembre 1807. 
Le 19 mars 1808, l'Empereur l'appelle dans la Garde impériale, avec le rang d'inspecteur en chef. Depuis ce moment, il prend part à toutes les campagnes de la Garde, reçoit le titre de baron de l'Empire et, avec la croix de la Couronne de Fer, celle de commandeur de la Légion d'honneur le 24 janvier 1814.
Au retour des Bourbons, le comte d'Artois l'attache le 23 avril, à la commission chargée de donner son avis sur les propositions et les affaires que le ministre de la guerre lui renvoyait. Louis XVIII le confirme dans ses fonctions de maître des requêtes au conseil d'État, le fait chevalier de Saint-Louis le 28 juin de la même année, et lui confère en outre l'emploi d'inspecteur aux revues des quatre compagnies rouges de sa maison militaire.
Après le 20 mars 1815, Napoléon Ier lui confie de nouvelles fonctions, mais au second retour du roi, il cesse d'être employé, et on l'admet à la retraite le 1er janvier 1816.
Élevé à la dignité de grand officier de la Légion d'honneur par ordonnance royale du 1er novembre 1828, il vit retiré dans sa terre de Rouge-Maison, près de Vailly (Aisne), lorsqu'il est assassiné, à coups de couteau, par un de ses domestiques, Jean-Pierre Venturim, le 6 décembre 1839.
Il ne succombe pas tout de suite à ses nombreuses blessures, et meurt le lendemain 7, après avoir légué, par son testament, une somme de 20 000 francs à la ville de Vailly, 4 000 francs à l'église, et chargé le général vicomte de Latour-Foissac, son légataire universel, de remettre 10 000 francs au département de l'Aisne pour la direction à donner sur le territoire de Vailly, au chemin de grande vicinalité d'Urcel à Fère-en-Tardenois.

## Armoiries
| Image | Armoiries |
| ----- | --- |
|       | Armes du baron Félix et de l'Empire Parti : au I, d'or à l'épée haute de sable, au chef chargé de deux étoiles du champ ; au II, coupé du quartier des barons tirés du Conseil d'État et d'azur au fût de canon posé en pal, l'embouchure tournée vers le chef, accosté de deux bombes, le tout d'or,. Livrées : jaune, blanc, rouge, bleu, noir. |